# Minerali ferrosi

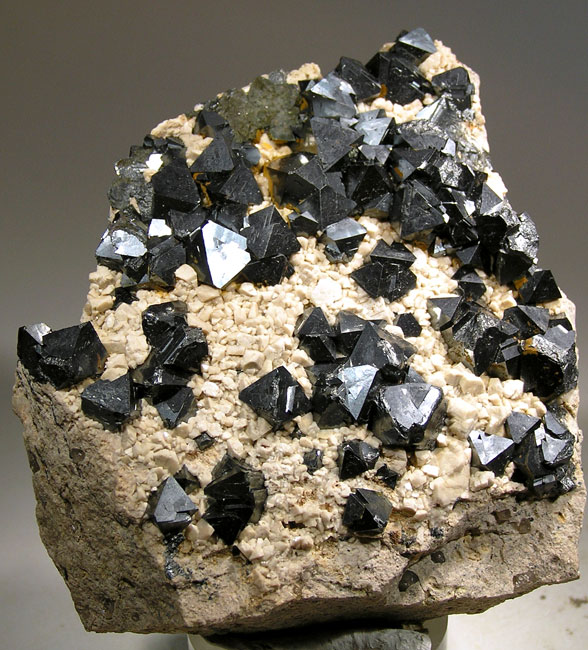
Campione di roccia con cristalli ottaedrici di magnetite

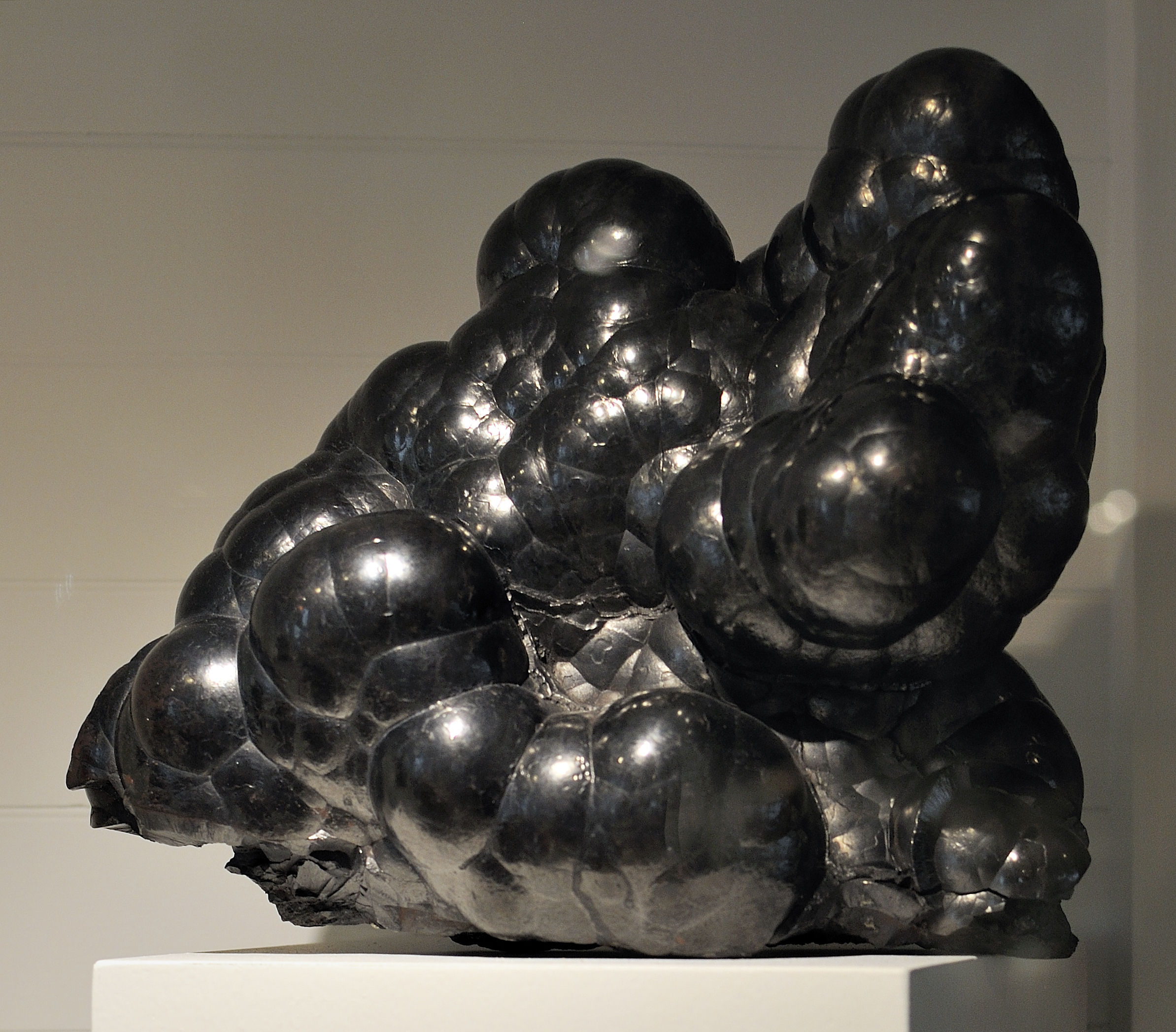
Campione di ematite botroidale

I minerali ferrosi sono una categoria di minerali che contengono quantità significative di ferro e sono utilizzati per l'estrazione del ferro metallico attraverso processi di lavorazione specifici. Questi minerali rivestono un ruolo di fondamentale importanza nell'industria, in particolare per la produzione dell'acciaio, che rappresenta una delle applicazioni più comuni del ferro.

Nella natura, il ferro è spesso presente sotto forma di ossidi, tra cui la magnetite (Fe3O4) e l'ematite (Fe2O3), che costituiscono i minerali ferrosi di maggior rilievo. Altri minerali del ferro includono la pirite (FeS2), che è impiegata per la produzione di zolfo e acido solforico, così come l'ilmenite e la goethite. Questi minerali vengono estratti dal sottosuolo e sottoposti a un processo di lavorazione al fine di ottenere il ferro desiderato.

L'estrazione e la lavorazione dei minerali ferrosi prevedono una serie di operazioni. Innanzitutto, i minerali vengono estratti dalle miniere e successivamente frantumati e macinati per ridurli in particelle più piccole. A seguito di ciò, avviene il processo di separazione dei minerali di ferro dalle impurità presenti, come altre rocce o minerali non ferrosi. Successivamente, i minerali ferrosi vengono sottoposti a un trattamento termico, solitamente mediante riscaldamento, per consentire la separazione del ferro dalle sostanze indesiderate. Infine, il ferro estratto viene purificato e trasformato in forme utilizzabili, come lingotti o prodotti semilavorati.

È interessante notare che in passato l'uomo utilizzava principalmente il ferro di origine meteoritica, cioè il ferro puro rinvenuto allo stato naturale nelle meteoriti. Tuttavia, intorno al XII secolo a.C., furono sviluppate le tecniche per estrarre il ferro dai minerali ferrosi tramite processi di riscaldamento e battitura. Questo segnò una svolta significativa nella storia, poiché l'uso del ferro estratto dai minerali consentì l'avanzamento delle tecnologie e delle società umane.

Oggi, l'industria mineraria e siderurgica sfrutta i minerali ferrosi per la produzione di materiali e prodotti ferrosi, con particolare enfasi sulla produzione dell'acciaio. L'acciaio è una lega di ferro e carbonio, e la disponibilità di minerali ferrosi di alta qualità è fondamentale per garantire la resistenza, la durabilità e le proprietà desiderate del prodotto finito.
Inoltre questi materiali ferrosi hanno caratteristiche diverse tra di loro.

## Produzione mondiale
| I maggiori produttori di minerali ferrosi nel 2019 | I maggiori produttori di minerali ferrosi nel 2019 | I maggiori produttori di minerali ferrosi nel 2019 |
| Posizione                                          | Paese                                              | Produzione (milioni di tonnellate)                 |
| -------------------------------------------------- | -------------------------------------------------- | -------------------------------------------------- |
| 1                                                  | Australia                                          | 919                                                |
| 2                                                  | Brasile                                            | 405                                                |
| 3                                                  | Cina                                               | 351                                                |
| 4                                                  | India                                              | 238                                                |
| 5                                                  | Russia                                             | 97                                                 |
| 6                                                  | Sudafrica                                          | 72                                                 |
| 7                                                  | Ucraina                                            | 63                                                 |
| 8                                                  | Canada                                             | 58                                                 |
| 9                                                  | Stati Uniti                                        | 46                                                 |
| 10                                                 | Svezia                                             | 35                                                 |